# MLB All-Star Game 1961 (drugi mecz)
MLB All-Star Game 1961 – 31. Mecz Gwiazd ligi MLB, drugi All-Star Game sezonu 1961, który rozegrano 31 lipca 1961 roku na stadionie Fenway Park w Bostonie. Mecz został przerwany po dziewięciu inningach przy stanie 1–1 z powodu obfitych opadów deszczu. Był to pierwszy w historii Mecz Gwiazd MLB zakończony remisem.

## Wyjściowe składy
| National League | National League  | National League | National League | American League | American League | American League | American League |
| #               | Zawodnik         | Klub            | Pozycja         | #               | Zawodnik        | Klub            | Pozycja         |
| --------------- | ---------------- | --------------- | --------------- | --------------- | --------------- | --------------- | --------------- |
| 1               | Maury Wills      | Dodgers         | SS              | 1               | Norm Cash       | Tigers          | 1B              |
| 2               | Eddie Mathews    | Braves          | 3B              | 2               | Rocky Colavito  | Tigers          | LF              |
| 3               | Willie Mays      | Giants          | CF              | 3               | Al Kaline       | Tigers          | RF              |
| 4               | Orlando Cepeda   | Giants          | LF              | 4               | Mickey Mantle   | Yankees         | CF              |
| 5               | Roberto Clemente | Pirates         | RF              | 5               | Johnny Romano   | Indians         | C               |
| 6               | Bill White       | Cardinals       | 1B              | 6               | Luis Aparicio   | White Sox       | SS              |
| 7               | Frank Bolling    | Braves          | 2B              | 7               | Johnny Temple   | Indians         | 2B              |
| 8               | Smoky Burgess    | Pirates         | C               | 8               | Brooks Robinson | Orioles         | 3B              |
| 9               | Bob Purkey       | Reds            | P               | 9               | Jim Bunning     | Tigers          | P               |

| American League                               | 1 | 0 | 0 | 0 | 0 | 0 | 0 | 0 | 0 | 1 | 4 | 0 |
| National League                               | 0 | 0 | 0 | 0 | 0 | 1 | 0 | 0 | 0 | 1 | 5 | 1 |
| WP: – LP: – Home runy: AL: Rocky Colavito (1) |   |   |   |   |   |   |   |   |   |   |   |   |

## Składy
| Miotacze - Luis Arroyo (2) - Jim Bunning (4) - Dick Donovan (3) - Whitey Ford (9) - Barry Latman (1) - Ken McBride (1) - Camilo Pascual (4) - Don Schwall (1) - Hoyt Wilhelm (5) Łapacze - Yogi Berra (17) - Elston Howard (7) - Johnny Romano (2) |  | Wewnątrzpolowi - Luis Aparicio (6) - Norm Cash (2) - Nellie Fox (14) - Tito Francona (1) - Jim Gentile (4) - Dick Howser (2) - Harmon Killebrew (4) - Tony Kubek (4) - Brooks Robinson (4) - Roy Sievers (5) - Bill Skowron (7) - Johnny Temple (6) Zapolowi - Jackie Brandt (2) - Rocky Colavito (4) - Al Kaline (10) - Mickey Mantle (13) - Roger Maris (5) |  | Menadżer - Paul Richards Trenerzy - Jimmy Adair - Mike Higgins |

| Miotacze - Don Drysdale (3) - Roy Face (6) - Joey Jay (2) - Sandy Koufax (2) - Art Mahaffey (2) - Mike McCormick (4) - Stu Miller (2) - Bob Purkey (3) - Warren Spahn (14) Łapacze - Ed Bailey (5) - Smoky Burgess (8) - Johnny Roseboro (3) |  | Wewnątrzpolowi - Ernie Banks (9) - Frank Bolling (3) - Ken Boyer (7) - Eddie Kasko (2) - Eddie Mathews (11) - Dick Stuart (2) - Bill White (6) - Maury Wills (2) - Don Zimmer (2) Zapolowi - Hank Aaron (10) - George Altman (2) - Orlando Cepeda (6) - Roberto Clemente (4) - Willie Mays (11) - Stan Musial (21) - Frank Robinson (6) |  | Menadżer - Danny Murtaugh Trenerzy - Chuck Dressen - El Tappe |

- W nawiasie podano liczbę powołań do All-Star Game.